# Nakfa Subregion
Nakfa Subregion är ett distrikt i Eritrea.   Det ligger i regionen Norra rödahavsregionen, i den norra delen av landet, 160 km norr om huvudstaden Asmara.